# فرودگاه نیروی هوایی سلطنتی ولزبورن ماونت‌فورت
فرودگاه نیروی هوایی سلطنتی ولزبورن ماونت‌فورت (به انگلیسی: RAF Wellesbourne Mountford) یک فرودگاه نظامی است که یک باند فرود آسفالت دارد و طول باند آن ۹۷۵ متر است. این فرودگاه در کشور انگلستان قرار دارد و در ارتفاع ۴۸ متری از سطح دریا واقع شده است.